# بحيرة فيرين
بحيرة فيرين هي بحيرة تقع في بلدية ميراكر في مقاطعة نور تروندلاغ، النرويج. يمتد جزء صغير من البحيرة إلى بلديات ستيوردال، ليفانغر، وفيردال في الطرف الشمالي الغربي للبحيرة. تقع البحيرة والتي تبلغ مساحتها 26 كيلومترا مربعا على بعد حوالى 14 كم شمال مركز بلدية ميدتبيغدا وعلى بعد 2.5 كم شمال بحيرة فونزجوين وعلى بعد حوالى 8 كم شمال بحيرة فجيرجين 

## ‌‌‌أنظر أيضا
- List of lakes in Norway